# Carl Edholm (född 1937)
Karl (Carl) Gösta Edholm, född 10 november 1937 i Gällivare församling i Norrbottens län, är en svensk militär.

## Biografi
Edholm avlade officersexamen vid Krigsskolan 1961 och utnämndes samma år till fänrik i armén, varefter han befordrades till kapten vid Svea ingenjörregemente 1969. År 1972 befordrades han till major och 1978 till överstelöjtnant. Han var avdelningschef vid staben i Övre Norrlands militärområde 1979–1984. År 1984 befordrades han till överste och var 1984–1990 chef för Göta ingenjörregemente.